# 소영민
소영민(蘇永民)은 대한민국의 군인이었다. 1988년 육군 학사사관 11기 보병장교로 임관해, 2015년 장군에 진급했다.

## 학력
- 전주대학교 화학과 학사
- 경희대학교 경영학 석사

## 경력
1988년 소위(학사 11기, 보병)로 임관하였고 동티모르 선발대장 파병경력이 있으며 2사단에서 대대장, 6사단에서 연대장을 역임하였고 지휘관을 제외하면 육군본부에서 인사분야 정책업무를 주로 수행하였다. 2015년 장군으로 발탁되어 인사사령부 처장과 31사단장 임무를 수행하였다.
중장으로 진급하면서 이례적으로 중장 최요직 중 하나인 특전사령관이 되었다.

## 같이 보기
- 육군 학사사관